# Glaciar Jostedal
El glaciar Jostedal (en noruego: Jostedalsbreen) es un glaciar de Noruega, el glaciar más extenso de la Europa continental, ya que hay otros glaciares mayores en islas europeas (como los del archipiélago Svalbard, también pertenecientes al reino de Noruega).

## Características

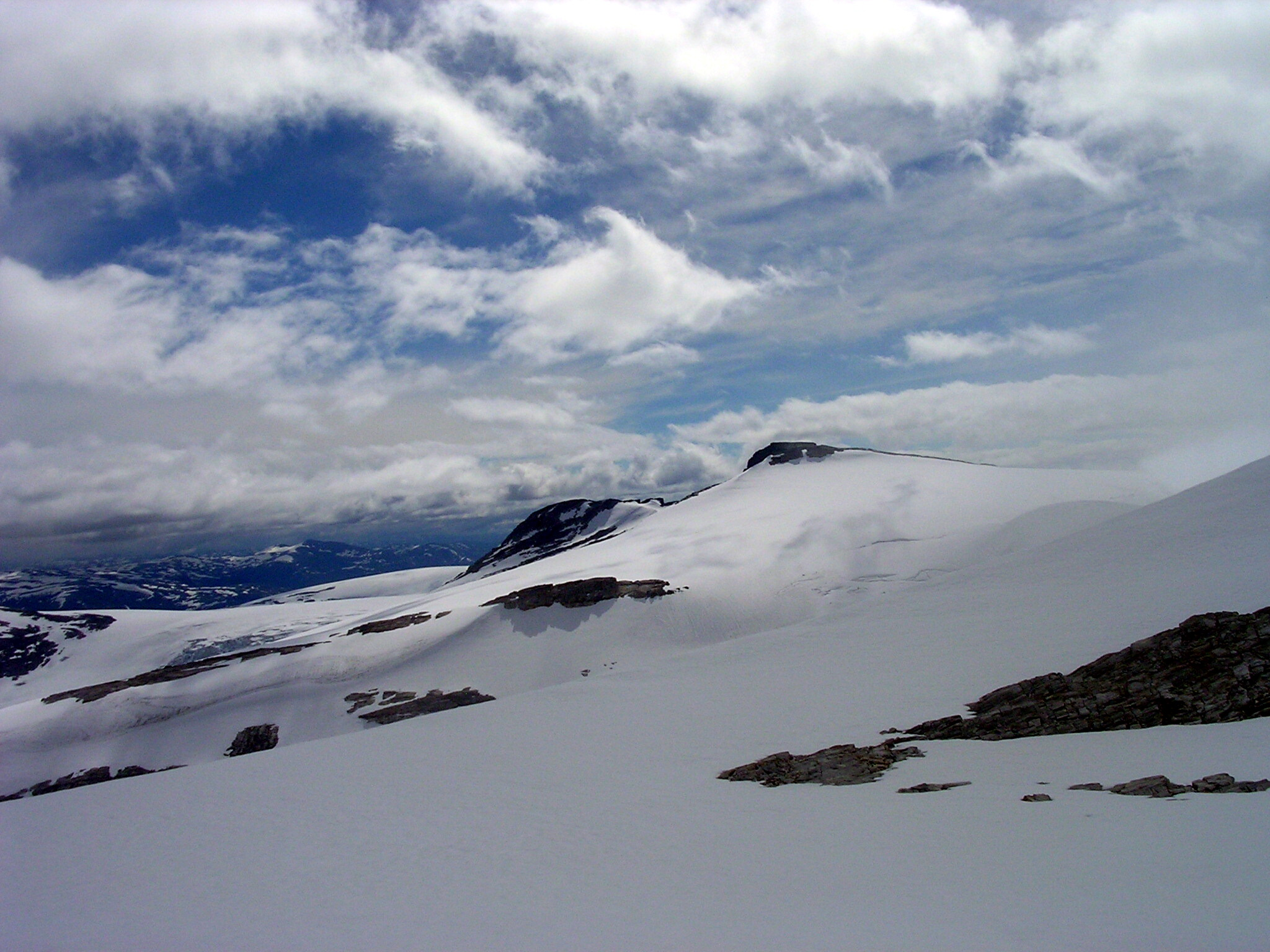
Brenibba, punto más alto del glaciar Jostedal.

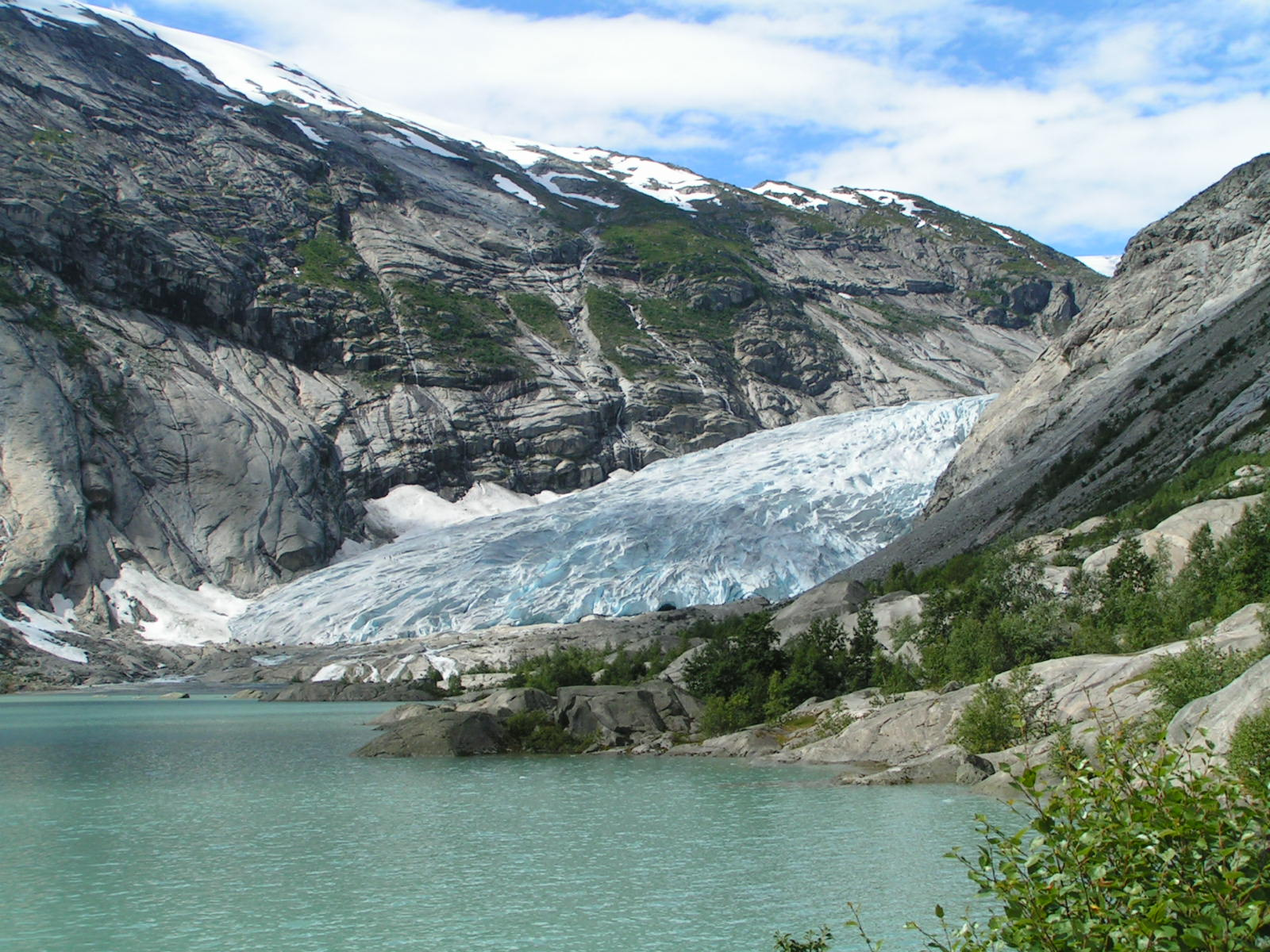
Brazo de Nigardsbreen y lago homónimo.

El glaciar Jostedal cubre 487 km² sobre los municipios de Luster, Balestrand, Jølster y Stryn en el condado de Vestland. El punto más alto del glaciar, Brenibba, alcanza los 2018 metros por encima del nivel del mar, mientras que su punto más bajo son los 350 metros que se alcanzan en dos de los brazos del glaciar Bøyabreen y Nigardsbreen. El glaciar tiene una longitud de poco más de 60 kilómetros y en algunos puntos se acumula una capa de nieve de más de 600 m de espesor.
El glaciar Jostedal se encuentra dentro de la extensión del parque nacional de Jostedalsbreen, el cuarto más grande de Noruega, y que ocupa el triple de superficie que el propio glaciar, unos 1310 km².
El glaciar Jostedal tiene muchos brazos accesorios como el Nigardsbreen y Tunsbergdalsbreen, en Jostedal; el Briksdal, en Olden; el Bøyabreen, en Fjærland; el Kjenndalsbreen, en Loen; y el Austerdalsbreen.

## Historia
El glaciar Jostedal no es un vestigio de la última edad de hielo, hace aproximadamente 12 000 años, sino que surgió posteriormente, alrededor de 500 a. C. debido a un enfriamiento del clima. Alrededor de 1750, coincidiendo con la Pequeña Edad de Hielo, el glaciar gozó de su mayor extensión. Desde entonces este y otros glaciares tienden a disminuir.
En 2006 el brazo del glaciar Briksdal perdió unos 50 metros de hielo en unos meses. Otros análisis apuntan a un mayor retroceso, unos 146 m que ponen en aviso del peligro que supondría la separación de este brazo del campo de hielo superior. Por ese motivo el montañismo en la zona ha sido prohibido.
- Datos: Q654352
- Multimedia: Jostedalsbreen / Q654352